# 中航新加坡
中航國際投資有限公司，簡稱中航國際投資，以及中航新加坡（英語：AVIC International Investments Limited，SGX：O2I），在1994年，由中国航空工业集团公司設立，主要在中國內地經營造船项目管理和咨询服务。
而董事會主席刁伟程，總裁為张万萍。而股份在2011年9月12日於新加坡交易所主板上市，也就是以600万新元（约3000万人民币）借壳新加坡中华环保科技集团有限公司。招股價為0.285坡元，共配售新股5357.6万股，集資額1526萬坡元。總部位於新加坡莱佛士坊9号共和大厦52楼1号048619，以及中国北京朝阳区北辰东路8号北辰时代广场24楼。

## 連結
- AVICIntl.com.sg（页面存档备份，存于）